# Moerasstruikdwergspin
De moerasstruikdwergspin (Entelecara omissa) is een spinnensoort in de taxonomische indeling van de hangmatspinnen (Linyphiidae).
Het dier behoort tot het geslacht Entelecara. De wetenschappelijke naam van de soort werd voor het eerst geldig gepubliceerd in 1902 door Octavius Pickard-Cambridge.